# Précey
Précey est une commune française du département de la Manche en région Normandie, peuplée de 567 habitants.

## Géographie
La commune se situe près de la baie du mont Saint-Michel, à dix kilomètres de la côte et du mont Saint-Michel, sur la route nationale 175. Un ruisseau appelé la Barbacan traverse la commune.
Le territoire est composé de nombreux villages : Breux, la Goupillière, les Montils, la Bizolière…
| Céaux, Servon | Servon  | Pontaubault, Juilley |
| Servon        | Précey  | Juilley              |
| Crollon       | Crollon | Juilley              |

### Hydrographie
La commune est située dans le bassin Seine-Normandie. Elle est drainée par la Guintre, le ruisseau de la Dufresniere, le ruisseau de la Dufresnière, le ruisseau de l'Orvainerie et un autre petit cours d'eau,.
La Guintre, d'une longueur de 15 km, prend sa source dans la commune  et se jette  dans la Sée à Courtils, après avoir traversé cinq communes. 

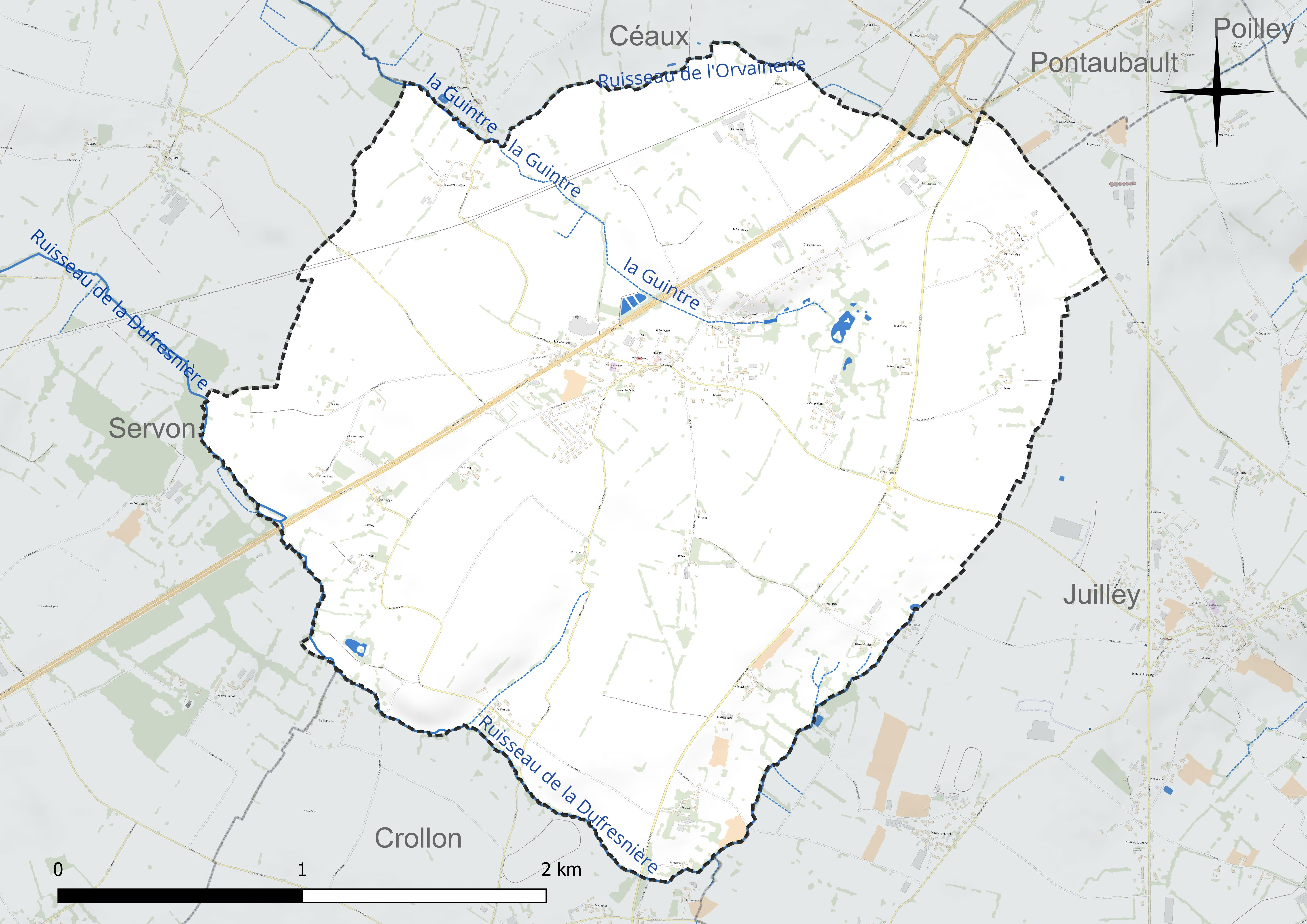
Réseau hydrographique de Précey.

### Climat
Pour des articles plus généraux, voir Climat de la Normandie et Climat de la Manche.
En 2010, le climat de la commune est de type climat océanique franc, selon une étude du CNRS s'appuyant sur une série de données couvrant la période 1971-2000. En 2020, Météo-France publie une typologie des climats de la France métropolitaine dans laquelle la commune est exposée à un climat océanique et est dans la région climatique  Bretagne orientale et méridionale, Pays nantais, Vendée, caractérisée par une faible pluviométrie en été et une bonne insolation. Parallèlement le GIEC normand, un groupe régional d’experts sur le climat, différencie quant à lui, dans une étude de 2020, trois grands types de climats pour la région Normandie, nuancés à une échelle plus fine par les facteurs géographiques locaux. La commune est, selon ce zonage, exposée à un « climat maritime », correspondant au Cotentin et à l'ouest du département de la Manche, frais, humide et pluvieux, où les contrastes pluviométrique et thermique sont parfois très prononcés en quelques kilomètres quand le relief est marqué.
Pour la période 1971-2000, la température annuelle moyenne est de 11,2 °C, avec une amplitude thermique annuelle de 12,3 °C. Le cumul annuel moyen de précipitations est de 812 mm, avec 13,3 jours de précipitations en janvier et 7,8 jours en juillet. Pour la période 1991-2020, la température moyenne annuelle observée sur la station météorologique la plus proche, située sur la commune de Pontorson à 11 km à vol d'oiseau, est de 11,9 °C et le cumul annuel moyen de précipitations est de 821,3 mm,. Pour l'avenir, les paramètres climatiques de la commune estimés pour 2050 selon différents scénarios d’émission de gaz à effet de serre sont consultables sur un site dédié publié par Météo-France en novembre 2022.

## Urbanisme

### Typologie
Au 1er janvier 2024, Précey est catégorisée commune rurale à habitat dispersé, selon la nouvelle grille communale de densité à sept niveaux définie par l'Insee en 2022.
Elle est située hors unité urbaine. Par ailleurs la commune fait partie de l'aire d'attraction d'Avranches, dont elle est une commune de la couronne,. Cette aire, qui regroupe 32 communes, est catégorisée dans les aires de moins de 50 000 habitants,.

### Occupation des sols
L'occupation des sols de la commune, telle qu'elle ressort de la base de données européenne d’occupation biophysique des sols Corine Land Cover (CLC), est marquée par l'importance des territoires agricoles (93,8 % en 2018), en diminution par rapport à 1990 (96,4 %). La répartition détaillée en 2018 est la suivante : terres arables (51,5 %), zones agricoles hétérogènes (21,3 %), prairies (21 %), zones urbanisées (6,2 %). L'évolution de l’occupation des sols de la commune et de ses infrastructures peut être observée sur les différentes représentations cartographiques du territoire : la carte de Cassini (XVIIIe siècle), la carte d'état-major (1820-1866) et les cartes ou photos aériennes de l'IGN pour la période actuelle (1950 à aujourd'hui).

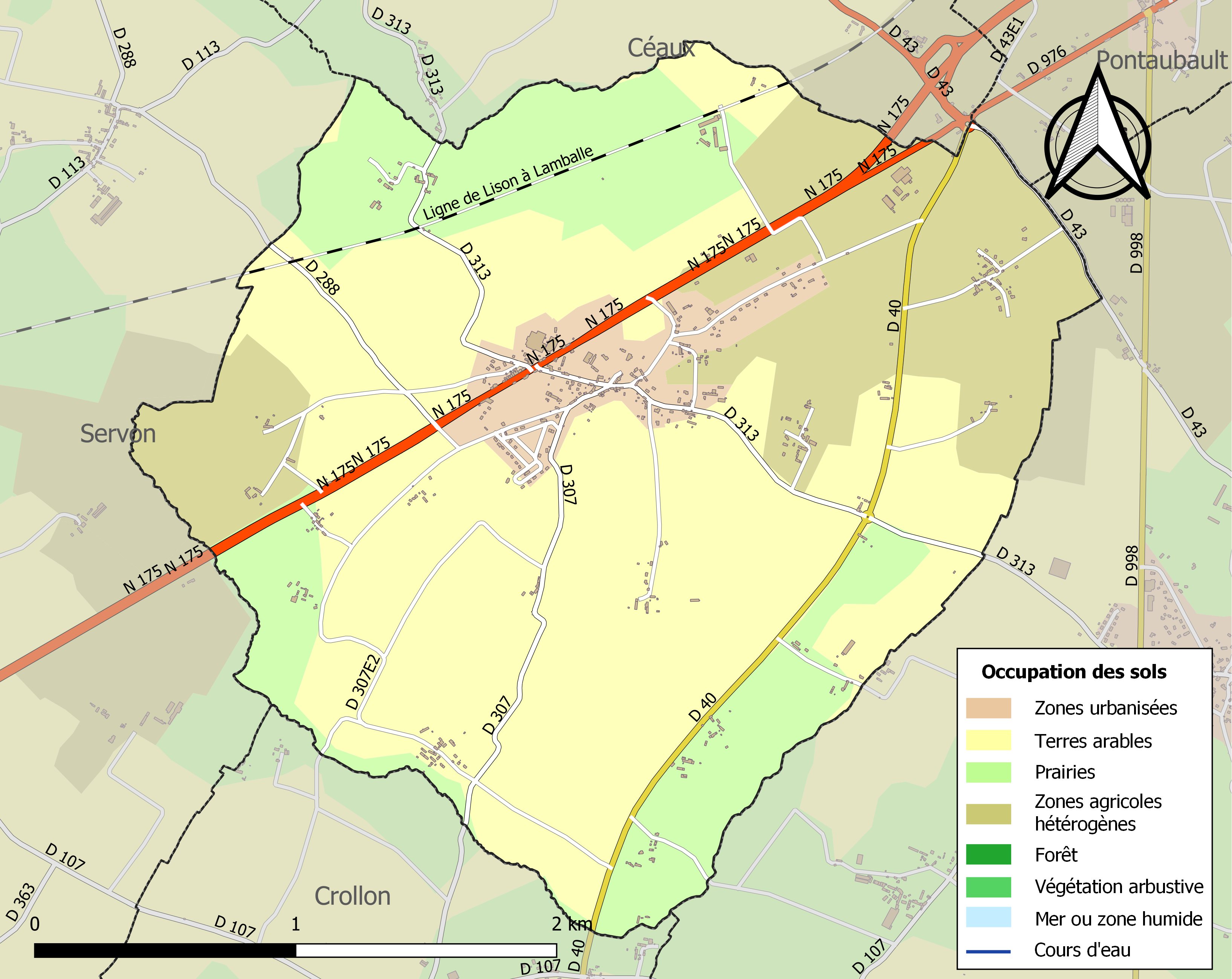
Carte des infrastructures et de l'occupation des sols de la commune en 2018 (CLC).

## Toponymie
Le nom de la localité est attesté sous les formes Preceio, Presseio vers 1160, Preceii en 1162.
Le gentilé est Précéens.

## Histoire
Au XIIe siècle la paroisse a pour seigneur Rualem du Homme, également seigneur de Poilley, et qui donna l'église de Précey à l'abbaye de Montmorel.
Peu d'événements importants sont venus marquer l'histoire de cette commune. Cependant, on peut évoquer quelques légendes[réf. nécessaire] :
- une légende dit que quelque part dans ce village est enterrée une tonne d'or. L'emplacement de cette tonne d'or devrait être révélé par une pie lors d'une Chandeleur ;
- l'histoire commune dit également que des tunnels relient les trois maisons bourgeoises de la commune. Personne ne les a jamais trouvés.

## Politique et administration
| Période                                  | Période      | Identité                     | Étiquette | Qualité         |
| ---------------------------------------- | ------------ | ---------------------------- | --------- | --------------- |
| mars 1989                                | juin 1995    | André Poteau                 |           |                 |
| juin 1995                                | avril 2014   | Auguste Chaignon             | SE        | Professeur      |
| avril 2014                               | juillet 2020 | Samuel Pierre dit Lemarquand | SE        | Chef de cuisine |
| juillet 2020                             | En cours     | Nadège Bunel                 | SE        |                 |
| Les données manquantes sont à compléter. |              |                              |           |                 |

Le conseil municipal est composé de quinze membres dont le maire et trois adjoints.
Précey a deux écoles.

## Démographie
L'évolution du nombre d'habitants est connue à travers les recensements de la population effectués dans la commune depuis 1793. Pour les communes de moins de 10 000 habitants, une enquête de recensement portant sur toute la population est réalisée tous les cinq ans, les populations de référence des années intermédiaires étant quant à elles estimées par interpolation ou extrapolation. Pour la commune, le premier recensement exhaustif entrant dans le cadre du nouveau dispositif a été réalisé en 2007.
En 2022, la commune comptait 567 habitants, en évolution de +4,04 % par rapport à 2016 (Manche : −0,31 %, France hors Mayotte : +2,11 %).
Précey a compté jusqu'à 711 habitants en 1836.
| 1793 | 1800 | 1806 | 1821 | 1831 | 1836 | 1841 | 1846 | 1851 |
| ---- | ---- | ---- | ---- | ---- | ---- | ---- | ---- | ---- |
| 643  | 484  | 606  | 658  | 653  | 711  | 685  | 678  | 691  |

| 1856 | 1861 | 1866 | 1872 | 1876 | 1881 | 1886 | 1891 | 1896 |
| ---- | ---- | ---- | ---- | ---- | ---- | ---- | ---- | ---- |
| 652  | 588  | 633  | 612  | 591  | 580  | 581  | 562  | 464  |

| 1901 | 1906 | 1911 | 1921 | 1926 | 1931 | 1936 | 1946 | 1954 |
| ---- | ---- | ---- | ---- | ---- | ---- | ---- | ---- | ---- |
| 463  | 440  | 462  | 420  | 425  | 419  | 435  | 397  | 429  |

| 1962 | 1968 | 1975 | 1982 | 1990 | 1999 | 2006 | 2007 | 2012 |
| ---- | ---- | ---- | ---- | ---- | ---- | ---- | ---- | ---- |
| 443  | 401  | 406  | 356  | 341  | 338  | 433  | 446  | 516  |

| 2017 | 2022 | - | - | - | - | - | - | - |
| ---- | ---- | - | - | - | - | - | - | - |
| 550  | 567  | - | - | - | - | - | - | - |

## Lieux et monuments
- Église Saint-Berthevin du XIXe siècle (1886) avec tour style XIIIe et le reste style XVIe. Sept verrières du peintre-verrier Duhamel-Marette d'Évreux sont classées au titre objet aux monuments historiques[28]. Elle abrite également un maître-autel du XVIIIe et une Vierge à l'Enfant du XVIIIe[21].

C'est l'abbé Arsène Legoux (1845-1921), né à Carnet et habitant Précey, vicaire général du diocèse de Coutances qui trouva les fonds nécessaires à l'édification en 1886 de l'église, et dont l'action est révélée dans la verrière.
- Manoir du Logis, avec une tourelle du début du XVIe siècle, accueillant un centre équestre. Ancienne propriété de la famille de Clinchamps de Précey. En 1736 il était la possession de Catherine-Jeanne de Clinchamps de Précey, mère du général Roger dit Valhubert[29].
- Manoirs des Hautes Cours et de Vaugry ; anciens sites seigneuriaux[21].
- Ancienne grange aux dîmes du XVIIIe siècle, transformée en 1988 en salle polyvalente[21].
- Monument aux morts.
- Deux croix de cimetière des XVIe et XIXe siècles.
- Ancien presbytère.

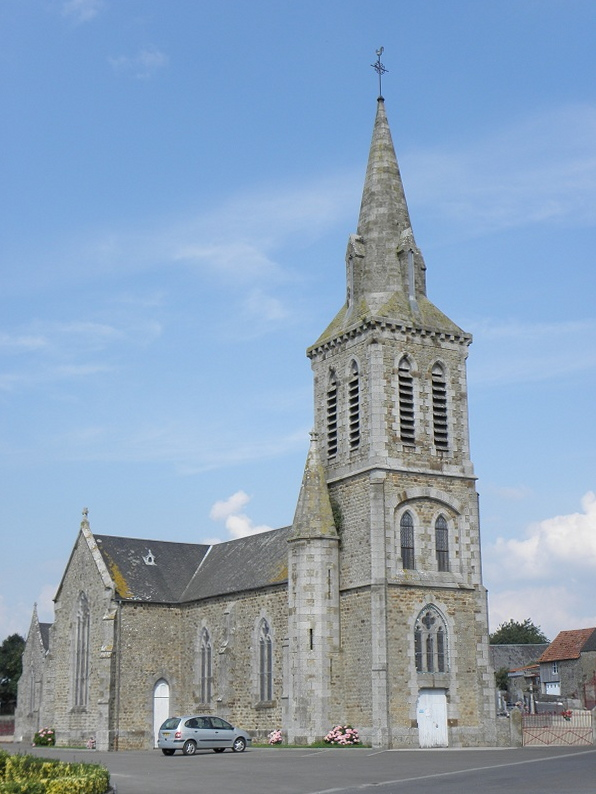
L'église paroissiale Saint-Berthevin.
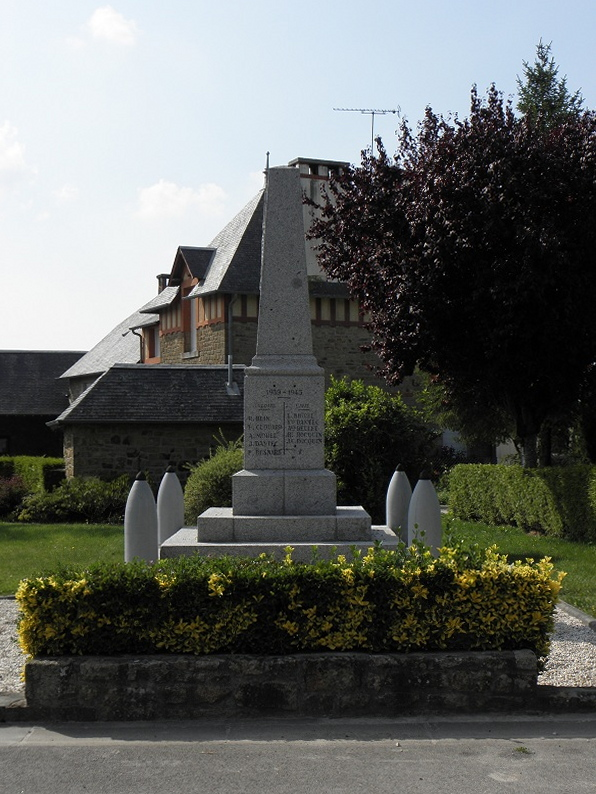
Le monument aux morts.